# Chiesa di San Michele Arcangelo (Portomaggiore)
La chiesa di San Michele Arcangelo è il luogo di culto e antica pieve di Sandolo, frazione del comune italiano di Portomaggiore in provincia di Ferrara. Fu parrocchiale sino alla fine del XX secolo, appartiene al vicariato di Argenta - Portomaggiore nell'arcidiocesi di Ravenna-Cervia. La chiesa risale al X secolo, la parrocchia venne fondata nel XIII secolo e il luogo di culto che ci è pervenuto è stato oggetto degli ultimi lavori nel XX secolo. 

## Storia
La frazione di Sandolo anticamente sembra essere stata un paese di pescatori e il Sandalus è stato un ramo del Po di Volano. La sua chiesa con dedicazione all'Arcangelo Michele fu pieve, in origine legata alla vicina pieve di Maiero, e risale al X secolo. Divenne indipendente da Maiero solo dal XIII secolo quando venne elevata a dignità di chiesa parrocchiale con un proprio territorio anche se divenne nello stesso momento sussidiaria della pieve di Portomaggiore. Nel corso dei secoli l'antica struttura romanica ha subito varie modifiche sino a perdere le originali forme basilicali a tre navate. La chiesa che ci è pervenuta è stata oggetto di restauri ultimati nel 1972 che l'hanno portata all'aspetto neoclassico che aveva nel XVIII secolo. Dal 1958 al 2001 la chiesa è stata affidata alle cure del parroco di Maiero e in seguito la parrocchia è stata dichiarata estinta.

## Descrizione

### Esterni
La chiesa si trova a Sandolo, piccola frazione posta a nord est di Portomaggiore in provincia di Ferrara. La facciata, neoclassica è semplice con un portale architravato sormontato in asse dalla grande finestra rettangolare con grata in ferro che porta luce alla sala e conclusa dal frontone triangolare. Conserva tracce dell'originale stile romanico ed è rifinita in mattoni di laterizio a vista. La torre campanaria è di piccole dimensioni e si alza in posizione arretrata sulla destra. La cella si apre con quattro finestre a monofora e la conclusione apicale è a forma di piramide quadrangolare.

### Interni
La navata interna conserva il fonte battesimale risalente al XVII secolo, l'acquasantiera in stile bizantino, il dipinto che raffigura il Battesimo di Gesù nel Giordano attribuito a Giuseppe Mazzolani. Nella sala vi sono due cappelle con dedicazione alla Madonna Addolorata e a Sant'Antonio da Padova. Nell'abside vi sono tre scranni dell'antico trono vescovile di Cervia.